# RAH-66 코만치
보잉/시코르스키 RAH-66 코만치는 스텔스 기술을 결합한 무장 정찰용 고급 미군 군용 헬리콥터이다. AH-64 아파치를 위한 표적을 지정하도록 고안되었다. RAH-66 프로그램은 실전배치 되기 전에 2004년 취소되었다.

## 개발
1982년 미국 육군은 UH-1, AH-1, OH-6 그리고 OH-58 헬리콥터를 대체할 경헬리콥터실험(LHX) 프로그램을 시작했다. 이 소요는 1988년 정찰 헬기로 변했다. 1988년 6월 신형 헬리콥터에 대한 계획안 소요가 공개됐다. 1988년 10월, 보잉-시코르스키와 벨-맥도넬 더글라스 팀이 그들의 설계 계약을 받았다. 1990년 프로그램명은 경헬리콥터(LH)로 바뀌었다. 1991년 4월, 보잉-시코르스키팀이 경쟁 승리자로 선택되고, 시제기 4대를 생산하기로 계약했다. 또한 그달 미군에서 헬기 명칭을 "RAH-66 코만치"로 지정했다. 1993년, 첫 번째 시제기를 조립하기 시작했다. 다음해에 시제기의 수가 2대로 줄었다.

### 시제기의 비행 시험

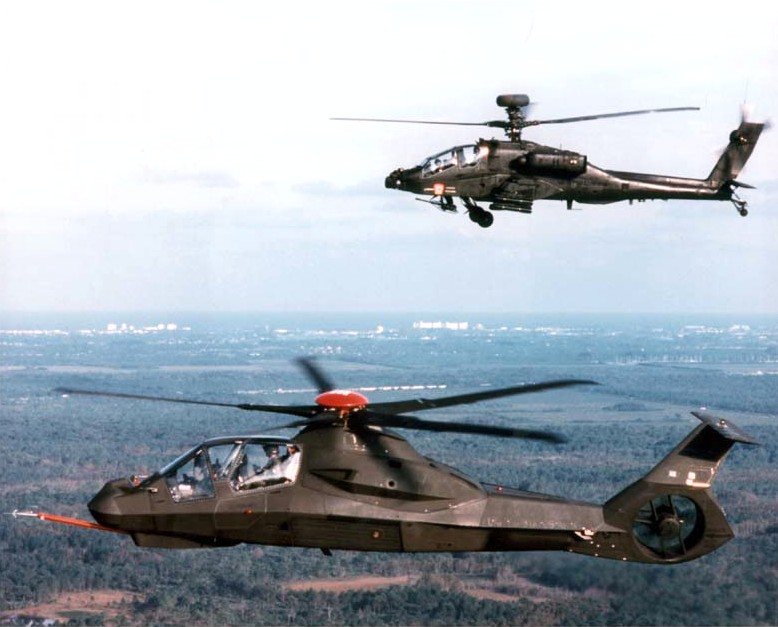
AH-64 아파치와 시험비행 중인 RAH-66 코만치

1995년 5월 25일 첫 번째 코만치 시제기가 시코르스키 항공 헬리콥터 생산시설에서 출고됐다. 1996년 1월 4일 시제기의 처녀비행이 있었다. 시연과 유효성 두가지 측면에서 시제기에 대한 비행 자격 시험과 평가가 수행됐다. 2000년대 초반 미군은, 2006년 조작중인 RAH-66 초기작의 전달을 시작으로, 경정찰공격용으로 코만치 1,200대 이상을 구매하기로 계획했다.
2002년 내내 두대의 시제기로 비행 테스트가 수행됐다. 첫 번째 코만치 시제기(no. 94-0327)는 2002년 1월 테스팅 경력이 끝나기 전까지 387시간 넘게 318번의 비행을 완수했다. 핵심 기준을 만족시킨후, RAH-66은 2000년 6월 1일 엔지니어링 제조 개발(EMD) 단계에 들어갔다. 그해말 목표 무게를 충족시키기 위해 공허 중량을 200 lb (90.7 kg) 또는 2% 줄이기 위한 노력이 시작되었다. 두 번째 시제기(no. 95-0001)는 2001년 5월까지 비행 테스트를 했다. 2002년 프로그램은 재편성되고 코만치 구매 대수도 650대로 삭감됐다.
RAH-66 #2는 임무 장비와 더욱 강력한 T800-LHT-801 엔진을 받고, 2002년과 2003년 야간 시야와 무기 시스템 테스트를 포함하는 비행 테스트가 계속됐다. 엔지니어링 제조 개발(EMD)은 테스트를 위해 생산한 코만치 5대로 6년을 지속하기로 계획되었다. 2003년 RAH-66 #3의 생산이 시작되었다. 8대의 RAH-66이 조작 테스트를 위해 생산될 예정이었다.

### 취소
2004년 2월 23일 미국 육군은 노후화된 공격, 수송, 정찰 항공기로 존재하는 헬기 부대를 쇄신하기 위해 제공하는 자금 부족으로 인해 코만치 헬리콥터 프로그램을 취소하기로한 그들의 결정을 발표했다. 또한 군에서 정찰 목적으로 무인 항공기 사용에 대한 인기가 커진 것도 하나의 요인이다. 미군은 코만치 프로그램 자금을 무인 항공기(UAV) 개발에 속도를 내는 데 사용하기로 계획했다. 무인항공기는 아프가니스탄 전쟁과 이라크전에서 군사 작전 지원을 위한 정찰 기능을 제공하여 그 가치를 입증했다. 코만치 프로그램의 종료 시점에 대략 69억 달러가 투자되었다. 코만치 프로그램의 주 파트너인 시코르스키사와 보잉사에 계약 종결비용으로 추가적인 4억 5천만~6억 8천만 달러가 들었다.
코만치를 위해 개발된 기술은 아파치와 다른 미군 헬리콥터 개발에 통합될 것이다. 미군은 OH-58D를 대체하기 위해 RAH-66 대신에 벨 ARH-70을 개발했지만, 비용 초과후 2008년 ARH-70은 취소되었다.

## 설계
RAH-66은 쌍발 LHTEC T800 터보샤프트 엔진에 의해 구동된다. RAH-66의 동체 길이는 13m (43 ft)로 복합재로 만들어졌다. 결합된 스텔스는 수납형 무기소와 주력총 그리고 스텔스 형상과 레이다 흡수 재질과 같은 탐지를 피할 수 있는 것으로 특징지어진다. 코만치의 소음은 동급의 다른 헬기보다 현저히 작다. 미국 육군의 현재 무장 정찰 헬기는 OH-58D 카이오와 워리어인데, OH-58D는 베트남전 시대 관측 헬리콥터의 업그레이드 버전이다. 그러나 코만치는 특별히 무장 정찰 역할에 맞게 만들어졌다. RAH-66은 AH-64 아파치 공격 헬기보다 더 작고 가볍다.
코만치의 매우 정교한 탐지와 항법 시스템은 야간이나 악천후에도 작전을 수행할 수 있도록 설계되었다. RAH-66의 기체는 아파치 보다 더욱 쉽게 수송기나 수송선이 분쟁지역에 신속히 배치될 수 있게 하는 것에 적합하게 설계되어 있다. 만약 수송자산이 이용 불가능할 경우, 코만치의 1,260 해리 (2,330 km) 항속 거리는 해외 전쟁터를 스스로 날아갈 수 있게 해준다.

## 박물관 전시
현재 95-0001 "듀크(DUKE)" 시제기 기체는 앨라배마 포트 러커에 있는 미군 항공기 박물관에 위치해 있고, 94-0327 시제기는 2008년 박물관에 도착했다.

## 파생형
2011년, 오사마 빈 라덴 사살 작전에서 한대의 UH-60 블랙호크가 추락했는데, 꼬리 날개 부분이 기존의 블랙호크가 아닌 레이저 반사 면적을 줄이고, 소음을 줄인 방식의 꼬리 날개 파편이 남아있어서 코만치의 기술을 이용해서 스텔스형 블랙호크를 만든것이 아닌가 추측되고 있다.

## 제원 (RAH-66A)
일반 특성
- 승무원: 2명
- 길이: 46.85 ft (14.28 m)
- 로터직경: 39.04 ft (11.90 m)
- 높이: 11.06 ft (3.37 m)
- 원판면적: 1,197 ft² (111 m²)
- 공허중량: 8,690 lb (3,942 kg)
- 탑재중량: 10,597 lb (4,806 kg)
- 최대이륙중량: 17,175 lb (7,790 kg)
- 엔진: 2× LHTEC T800 터보샤프트, 1,432 hp (1,068 kW)  각각
- 동체 길이: 43.31 ft (13.20 m)
- 로터 시스템: 메인로터에 5엽 날개

성능
- 최대속도: 175 knots (201 mph, 324 km/h)
- 순항속도: 165 knots (190 mph, 306 km/h)
- 항속거리: 262 nmi (302 mi, 485 km) (내부 연료)
- 최대항속거리: 1,260 nmi (1,450 mi, 2,330 km)
- 상승한도: 14,980 ft (4,566 m)
- 상승률: 1,418 ft/min (7.20 m/s)

무장

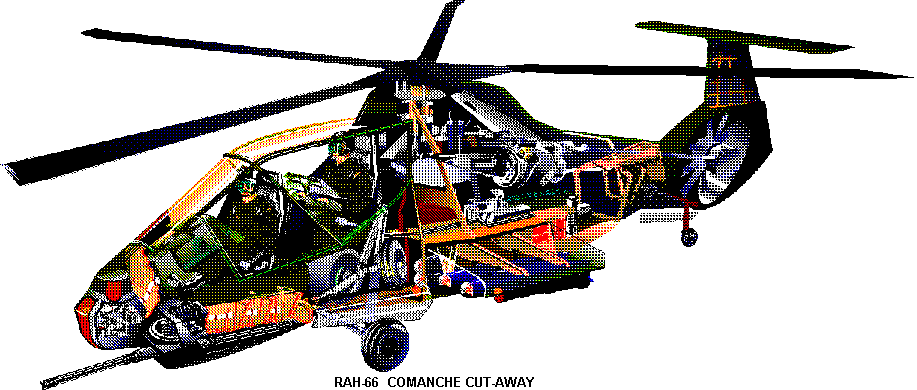
RAH-66 코만치의 절단 도면(단면)

- 1× 20 mm XM301 터렛 건 시스템에 장착된 3포신 기관포 (500발 용량)
- 내부 격실: 헬파이어 6발 또는 스팅어(ATAS) 6발 또는 하이드라 70 2.75 in (70mm) 공대지 로켓 24발
- 선택적 돌출부 날개: 헬파이어 8발, 스팅어 16발 또는 하이드라 70 공대지 로켓 56발

## 같이 보기
- 벨 ARH-70
- 카와사키 OH-1
- 타이거 ARH